# Дузі
Дузі́ (фр. Douzy) — муніципалітет у Франції, у регіоні Гранд-Ест, департамент Арденни. Населення — 2166 осіб (01.01.2021).
Муніципалітет розташований на відстані близько 220 км на північний схід від Парижа, 95 км на північний схід від Шалон-ан-Шампань, 26 км на південний схід від Шарлевіль-Мезьєра.

## Історія
До 2015 року муніципалітет перебував у складі регіону Шампань-Арденни. Від 1 січня 2016 року належить до нового об'єднаного регіону Гранд-Ест.
15 вересня 2015 року до Дузі приєднали колишній муніципалітет Мері.

## Демографія
Динаміка населення (INSEE ):
Розподіл населення за віком та статтю (2006):
| Стать | Всього | До 15 років | 15-24 | 25-44 | 45-64 | 65-85 | Понад 85 |
| --- | ------ | ----------- | ----- | ----- | ----- | ----- | -------- |
| Чоловіки | 824    | 152         | 140   | 224   | 200   | 108   | 0        |
| Жінки | 832    | 196         | 88    | 220   | 192   | 128   | 8        |
| \| Статево-вікова піраміда \| Статево-вікова піраміда \| Статево-вікова піраміда \| \| ----------------------- \| ----------------------- \| ----------------------- \| \| Чоловіки \| Вік \| Жінки \| \| 0 \| 85 + \| 8 \| \| 16 \| 80-84 \| 28 \| \| 20 \| 75-79 \| 32 \| \| 44 \| 70-74 \| 20 \| \| 28 \| 65-69 \| 48 \| \| 32 \| 60-64 \| 24 \| \| 52 \| 55-59 \| 68 \| \| 52 \| 50-54 \| 40 \| \| 64 \| 45-49 \| 60 \| \| 72 \| 40-44 \| 88 \| \| 52 \| 35-39 \| 72 \| \| 48 \| 30-34 \| 32 \| \| 52 \| 25-29 \| 28 \| \| 60 \| 20-24 \| 36 \| \| 80 \| 15-20 \| 52 \| \| 80 \| 10-14 \| 52 \| \| 40 \| 5-9 \| 88 \| \| 32 \| 0-4 \| 56 \| |        |             |       |       |       |       |          |
| Статево-вікова піраміда |        |             |       |       |       |       |          |
| Чоловіки | Вік    | Жінки       |       |       |       |       |          |
| 0 | 85 +   | 8           |       |       |       |       |          |
| 16 | 80-84  | 28          |       |       |       |       |          |
| 20 | 75-79  | 32          |       |       |       |       |          |
| 44 | 70-74  | 20          |       |       |       |       |          |
| 28 | 65-69  | 48          |       |       |       |       |          |
| 32 | 60-64  | 24          |       |       |       |       |          |
| 52 | 55-59  | 68          |       |       |       |       |          |
| 52 | 50-54  | 40          |       |       |       |       |          |
| 64 | 45-49  | 60          |       |       |       |       |          |
| 72 | 40-44  | 88          |       |       |       |       |          |
| 52 | 35-39  | 72          |       |       |       |       |          |
| 48 | 30-34  | 32          |       |       |       |       |          |
| 52 | 25-29  | 28          |       |       |       |       |          |
| 60 | 20-24  | 36          |       |       |       |       |          |
| 80 | 15-20  | 52          |       |       |       |       |          |
| 80 | 10-14  | 52          |       |       |       |       |          |
| 40 | 5-9    | 88          |       |       |       |       |          |
| 32 | 0-4    | 56          |       |       |       |       |          |

## Економіка
2010 року серед 1188 осіб працездатного віку (15—64 років) 821 була активною, 367 — неактивними (показник активності 69,1%, у 1999 році було 68,0%). З 821 активної мешканців працювало 713 осіб (411 чоловіків та 302 жінки), безробітними було 108 (49 чоловіків та 59 жінок). Серед 367 неактивних 117 осіб було учнями чи студентами, 109 — пенсіонерами, 141 була неактивною з інших причин.

У 2010 році у муніципалітеті числилось 714 оподаткованих домогосподарств, у яких проживали 1884,0 особи, медіана доходів виносила 15 780 євро на одного особоспоживача.